# Gwara ochrydzka

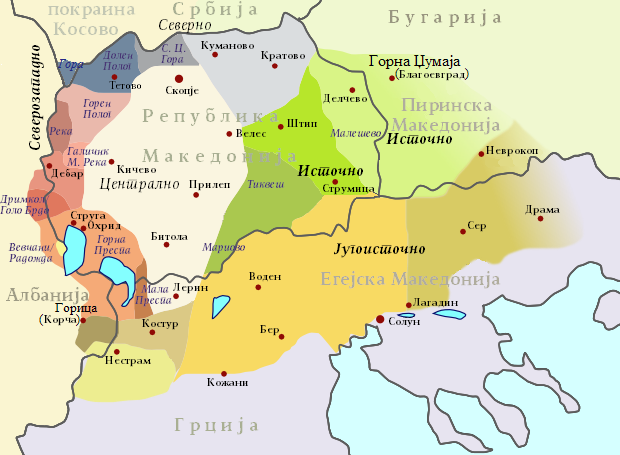
Gwara ochrydzka (pomarańczowa) na mapie dialektów macedońskich

Gwara ochrydzka — gwara należąca do zachodniego dialektu języka macedońskiego. Używana jest na terenie Ochrydy i jej okolic wzdłuż wschodniego brzegu Jeziora Ochrydzkiego.
Gwara ta zasługuje na szczególną uwagę ze wszystkich gwar zachodniomacedońskich, z powodu tego, że Ochryda była jednym z pierwszych ognisk kultury chrześcijańskiej na ziemiach południowosłowiańskich. Pierwsze zabytki ukazujące cechy gwary ochrydzkiej, np. Psałterz boloński czy Apostoł ochrydzki pochodzą już z XII wieku.

## Cechy językowe
Gwara ochrydzka z racji swojego peryferyjnego położenia cechuje się licznymi archaizmami w porównaniu do pozostałych gwar macedońskich i języka standardowego. Do cech fonetycznych gwary ochrydzkiej należą:
- akcent stały,
- grupy šč i žǯ (ždž) jako kontynuanty psł. *ť i *ď[1][2], np. snošči, vižǯat,
- grupa čr- została rozbita w čer-, np. čerevo, čerešna, co odróżnia gwarę ochrydzką od większości gwar macedońskich[3], por. mac. lit. црево, црешна,
- tendencja do pojawienia się joty w otoczeniu palatalnych ḱ i ǵ, np. kujḱa, l’ujǵe[4], por. mac. lit. куќа, луѓе,
- depalatalizacja ń (њ), np. kojn, polina wobec mac. lit. коњ, полиња[4],
- zachowanie χ, przynajmniej u starszego pokolenia Ochrydy[4], co wyróżnia tę gwarę na tle innych gwar zachodnich[3], np. niχno, greχ, meχ, ale z drugiej strony čeli, gra, bolfa, oref i regularnie bef, befme, befte[5],
- przejście prasłowiańskiej nosówki *ǫ w ă, np. păt, răka[6], zăbi, găba,
- ślady przejścia *ę w *ǫ także po innych spółgłoskach palatalnych niż j, np. čădo < psł. *čędo[7],
- przejście *l̥ w ol, jak w języku literackim, np. volk, solza[6] lub solʒa,
- zachowanie sonantycznego charakteru *r̥, np. pr̥sti, vr̥f, vr̥vot[8]
- zanik międzysamogłoskowego d, g i v, np. toar, čoek[8],
- w związku z tym kontrakcja samogłosek, np. glava > glaa > glā,
- wskutek wypadania spółgłosek i asymilacji samogłosek powstał fonemiczny iloczas, np. toar > tōr, smea > smea > smē, maala > māla[9], sekogaš > sekoaš > sekōš[10],
- grupa cu- zamiast cv-, np. cut ‘kwiat’.

Do cech morfologicznych należą zaś:
- zaimek jaska ‘ja’,
- imiesłów przysłówkowy uprzedni typu vikaeščem lub ściągnięte vikēščem w Ochrydzie i typu vikaešḱum w okolicznych wsiach[4].
- przyrostek -iče dla rzeczowników żeńskich,
- użycie trojakiego rodzajnika,
- częste stosowanie form aspektu dokonanego,
- końcówki czasu teraźniejszego są następujące: -am, -š, -t, a dla liczby mnogiej -me, -te, -ēt[11], szczególnie charakterystyczna jest ostatnia z nich -aet > -eet > -ēt, np. vikēt, nosēt, berēt[12],
- aoryst i imperfekt z wykładnikiem -f-, np. rekof, rekofme, rekofte, a w 3. os. l. mn. formy typu dojdoa, vikaa[8].

| odmiana na -a     | odmiana na -a     | odmiana na -i     | odmiana na -i     |
| liczba pojedyncza | liczba pojedyncza | liczba pojedyncza | liczba pojedyncza |
| ----------------- | ----------------- | ----------------- | ----------------- |
| 1. os.            | vikam             | 1. os.            | padnam            |
| 2. os.            | vikaš             | 2. os.            | padniš            |
| 3. os.            | vikat             | 3. os..           | padnit            |
| liczba mnoga      |                   |                   |                   |
| 1. os.            | vikame            | 1. os.            | padnime           |
| 2. os.            | vikate            | 2. os.            | padnite           |
| 3. os.            | viket             | 3. os.            | padnet            |